# Hospital de campaña

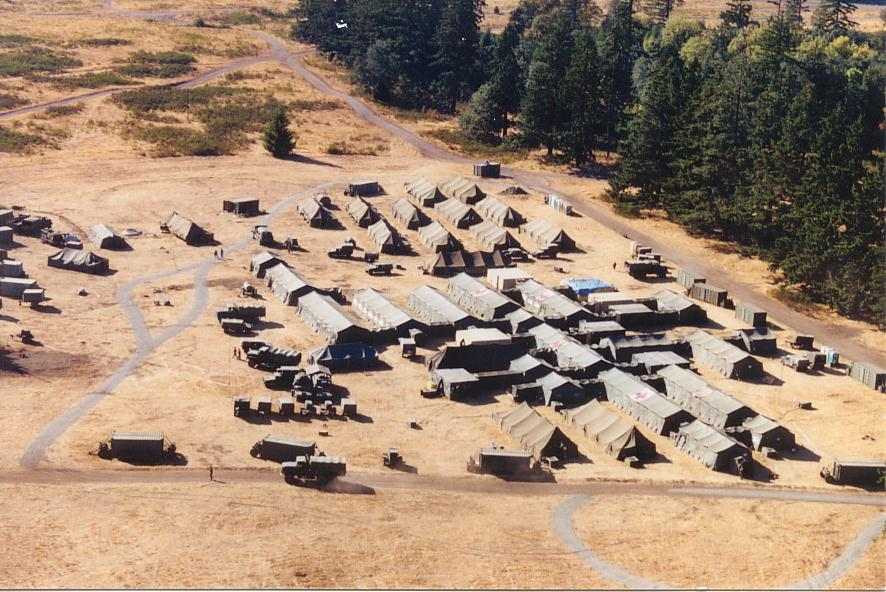
47.º Soporte Hospitalario de Combate (Estados Unidos), 2000.

Un hospital de campaña u hospital de campo es una unidad médica móvil instalada en las proximidades de una zona de combate o de un lugar donde se ha producido un desastre, y que atiende de manera provisional a los heridos en el lugar.
El concepto surge de la medicina de guerra y del hecho de que, si una persona tiene heridas graves, va a fallecer en las primeras horas consecuentes (noción de "hora de oro" o golden hour en inglés, aplicable a una persona con múltiples traumatismos o con hemorragia interna) o durante su transporte. Razón por la que el tener que llevar varios heridos a un lugar alejado para su cuidado se hace muy difícil y peligroso, lo ideal consiste en crear una estructura que los auxilie provisionalmente lo más cerca posible del lugar de batalla.
Los antecedentes de este servicio médico lo encontramos en la reina Isabel la Católica, que, durante las campañas militares de su marido Fernando, se hacía acompañar de personal médico y ayudantes para atender a los soldados heridos en el campo de batalla.
El Hospital de campaña posee un equipo médico (médicos de urgencia, enfermeros) experimentados y material médico condicionado para ser fácilmente transportable. Esta estructura se puede desplegar en un lugar preexistente, por ejemplo un ayuntamiento, un salón deportivo, un bar o restaurante, etc, casos más comunes dentro del ámbito urbano.

## Historia
En 1476, preparándose para la batalla de Toro, Isabel la Católica organizó un hospital de campaña en seis grandes carpas. Se conocen tanto el nombre del boticario como el de su ayudante, Jaime Pascual y Esteban de Buenora. Ésta es la primera mención histórica de los farmacéuticos militares. Los sentimientos humanitarios de la reina Isabel, le valdrán posteriormente el título de mater castrorum. La misma organización tendrá cabida en las campañas por la reconquista de Málaga en 1487 y la toma de Granada en 1492, y en las campañas de Carlos V y luego de Felipe II, en Italia y Holanda, en 1532, en 1582 en las Azores e incluso en la armada en la época de la Armada Invencible.

## Hospitales de campaña en Estados Unidos
La estructura militar más conocida es la hecha célebre por el filme (y además serie de televisión) M*A*S*H.
MASH es el acrónimo de Mobile army surgical hospital, es decir « Hospital quirúrgico militar móvil». Los MASH fueron creados por Michael E. DeBakey después de la Segunda Guerra Mundial para unir los hospitales de campaña del frente. Fueron puestos en marcha por primera vez durante la guerra de Corea, y demostraron su eficacia (97% de sobrevivientes). La última unidad fue enviada a la Guerra del Golfo en 1991 (se trató de la 159ª MASH de la Guardia Nacional de Luisiana comprometida en apoyar la 3ª división blindada durante la operación Tormenta del desierto).
Los MASH han tomado el lugar de los «Hospitales de apoyo en combate» (Combat Support hospitals, CSH)

## Hospitales de campaña en España

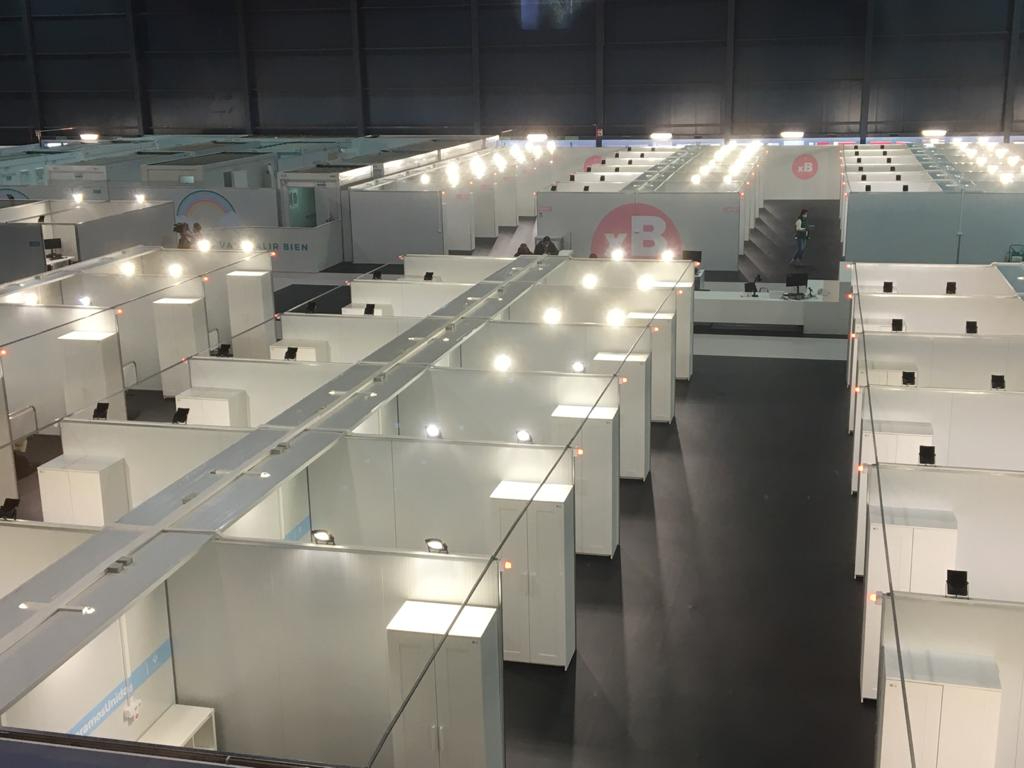
Hospital temporal montado en noviembre en el recinto ferial Luis Adaro de Gijón (Asturias), con 144 camas para atender pacientes de la Covid-19. Su nombre técnico es H144.

La crisis sanitaria vivida durante el 2020 y 2021 en España debido a la COVID-19 ha provocado una notable presión asistencial en la red de centros sanitarios del país. Tanto los centros de asistencia primaria como los hospitales han vivido un periodo de sobresaturación que ha provocado el colapso del Sistema Nacional de Salud. Los centros hospitalarios han vivido el colapso debido a un exceso de pacientes y una notable escasez de material sanitario. Tal ha sido la situación que no se han encontrado precedentes de una situación similar en la historia reciente de España. Frente a esto, han sido muchas las administraciones que decidieron crear hospitales de campaña para conseguir aliviar la presión asistencial que ha vivido la sanidad en España. Durante la lucha de la COVID-19, traer mascarillas y levantar hospitales de campaña ha sido el reto y la prioridad de los países.
El hospital de campaña del IFEMA se convirtió en el más grande de España. Cuenta con capacidad de hasta 5.500 camas. Madrid fue una de las comunidades que mayor presión ha vivido en sus hospitales y, debido a ello, también ha sido la que más hospitales de campaña tuvo que crear. Sin embargo, no ha sido la única Comunidad que ha tenido que recurrir a estas instalaciones. En la Feria de Zaragoza  se realizó la instalación de un hospital de campaña de 5.500 metros cuadrados. Además, se levantó en cuestión de 6 días y contaba con cuatro módulos con cien camas cada uno, además de aseos y duchas. Los hospitales de campaña suponen de una ayuda rápida en cuanto a despliegue y equipación, sirviendo de gran ayuda en situaciones de emergencia. 
La situación ha sido grave a nivel mundial. Por tanto, España no ha sido el único país en utilizar hospitales de campaña para aliviar su presión hospitalaria. Países como Estados Unidos o Alemania también han levantado esta ayuda hospitalaria en Central Park o en el Recinto Ferial Messe.
Son muchas las empresas que han notado que sus servicios de hospitales de campaña han incrementado debido a la saturación de la sanidad a nivel mundial. Además, también se han solicitado zonas de aislamiento, así como laboratorios. La COVID-19 ha afectado a todos los niveles, no solo en cuestión de camas hospitalarias. Las UCIs se han sobresaturado también, así como el análisis de pruebas en los laboratorios.

## Hospitales de campaña en Latinoamérica

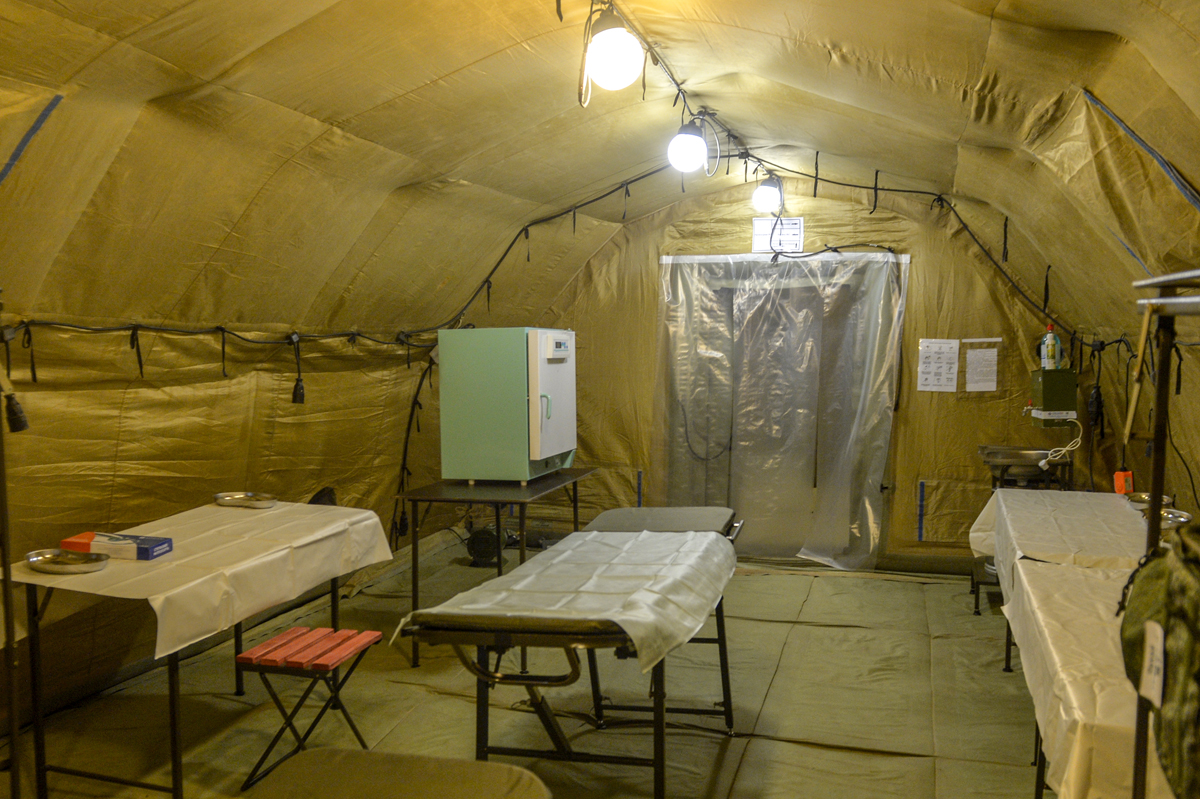
Quirófano del hospital de campaña

Frente a la pandemia de COVID-19 varios países de Latinoamérica han tenido que construir Hospitales de campaña para dar abasto a las necesidades de su población. Cabe recordar que estos espacios son unidades móviles útiles para prestar atención médica oportuna y transitoria en casos de emergencia.

#### Chile
Los Hospitales de campaña se han ubicado en las ciudades con más casos de personas contagiadas por coronavirus. En Chillán, el Comando de Salud del Ejército de Chile (Cosale), instaló un «Puesto de Atención Médico Especializado del Ejército» (PAME), está ubicado en el Estadio Municipal de Chillán y cuenta con las condiciones de superficie y conectividad para albergar el recinto hospitalario de urgencia. En Santiago, a pesar de las polémicas que generó esta decisión, se habilitó el Espacio Riesco con el objetivo de contar con el recinto para enfrentar de mejor manera la pandemia.

#### Bolivia
En Cochabamba se instaló un hospital que consta de cinco contenedores: uno para consultorio, tres para aislamiento y uno para higiene.

#### Argentina
En Buenos Aires, se preparó la República de los Niños, transformando uno de sus salones en un centro con 120 camas. Con la misma misión, ya se montaron dos Hospitales Militares Reubicables (HMR) donde el primero está en Campo de Mayo y el segundo en Nueva Pompeya, Buenos Aires. En Salta se instalaron dos Hospitales de campaña, uno en el Centro de convenciones de Limache y otro en el polideportivo municipal de Tartagal.

## Barcos hospitales

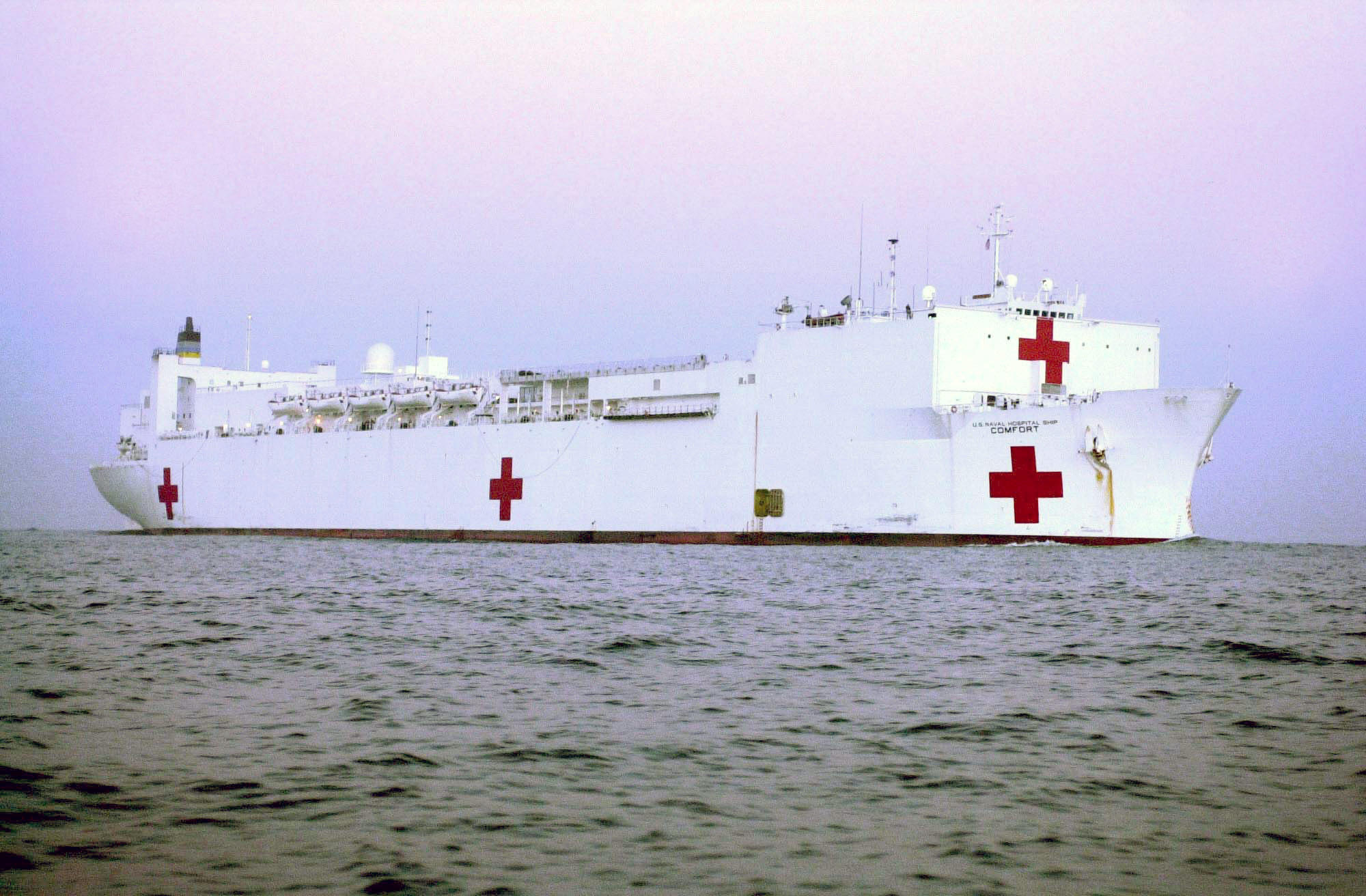
Barco hospital USNS Comfort del Military Sealift Command.

También existen barcos hospitales que desde el siglo XIX acompañan las tropas sobre los teatros de operaciones.

## Hospital móvil

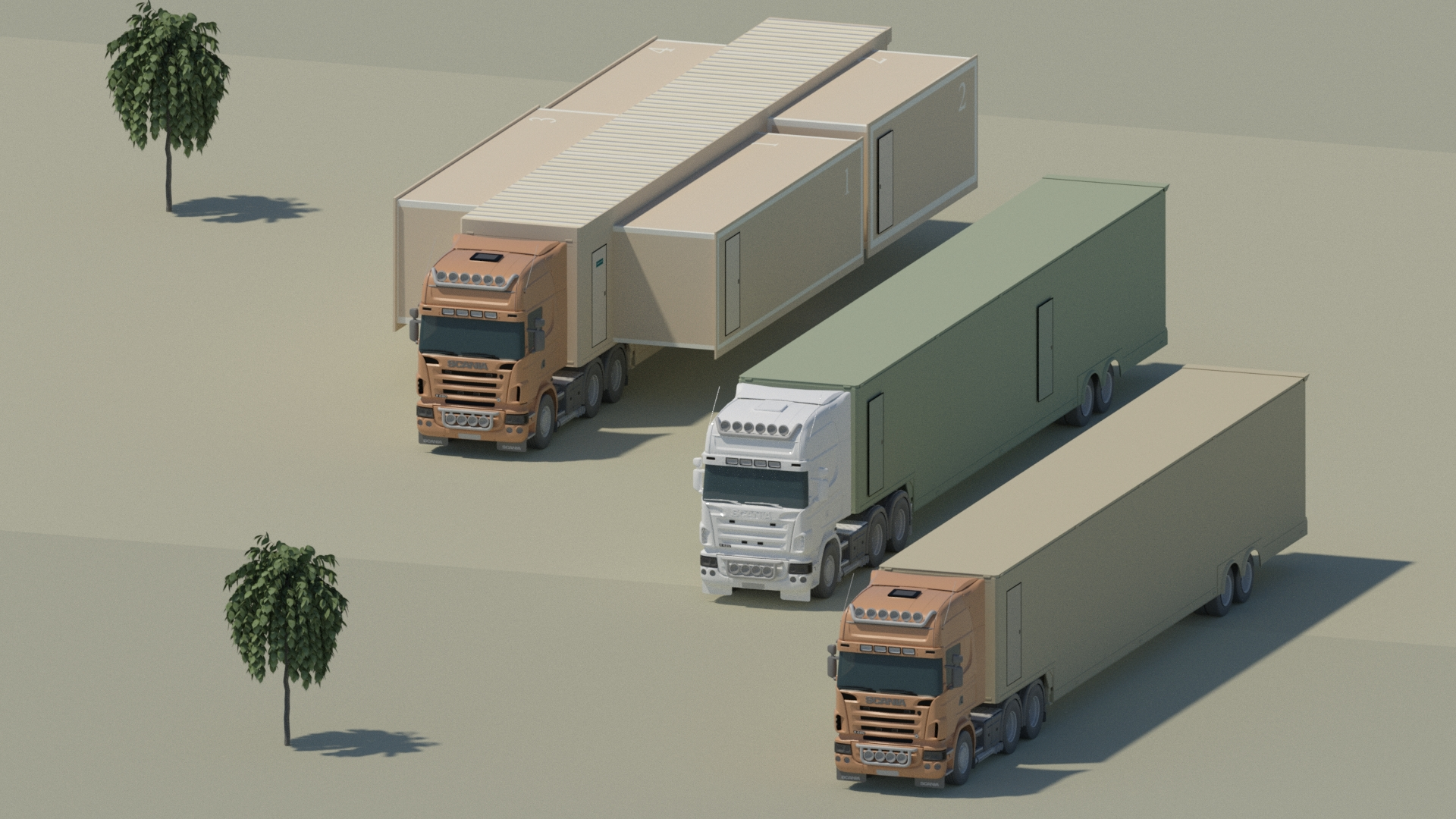
Varios tipos de remolques, entre ellos un remolque expandible.

Un hospital móvil es un centro médico u un hospital pequeño con una gama completa de equipos médicos. Se puede trasladar e implementar rápidamente en una nueva ubicación para brindar servicios médicos a los pacientes. Se utiliza en lugares donde no hay hospitales y en condiciones críticas como guerras o desastres naturales. De hecho, el hospital móvil tiene la característica de modularidad. En cuanto a la variedad de servicios médicos, un hospital móvil y un hospital de campaña son similares.